# Llista de fabricants d'automòbils
Aquesta és una llista amb els principals fabricants d'automòbils que hi ha hagut al llarg de la història.
A 4 de gener de 2014

## Empreses per estat

### Alemanya
- Audi
- BMW
- Mercedes-Benz
- Opel
- Porsche
- Volkswagen
- MAN

### Corea del Sud
- Hyundai Motor Company
- Kia Motors
- Oullim Motors

### Espanya
- SEAT

### Estats Units
- Cadillac
- Chevrolet
- Saturn
- Buick
- Pontiac
- GMC
- Dodge
- Chrysler
- Jeep
- Ford Motor Company
- Lincoln
- Mercury
- DeWitt Motor Company
- Oldsmobile

### França
- Citroën
- Matra
- Peugeot
- Renault
- Bugatti

### Itàlia
- Autobianchi.
- Alfa Romeo.
- Ferrari.
- Fiat.
- Lamborghini.
- Lancia.

### Japó
- Acura
- Honda
- Mazda
- Mitsubishi
- Nissan
- Infiniti
- Subaru
- Toyota Motor Corporation (també Lexus)

### Països Baixos
- DAF

### Regne Unit
- Jaguar
- Lotus Cars
- Rolls Royce
- Rover
- Land Rover
- Mini
- MG
- Aston Martin
- Bentley

### Rússia
- TxetxenAvto
- GAZ
- Lada (automòvil)
- UAZ
- ZiL

### Suècia
- Saab
- Volvo

### Txèquia
- Skoda

### Xina
- First Automobile Works (FAW)
- Dongfeng Motor Corporation
- Shanghai Automotive Industry Corporation (SAIC)
- Chang'an Motors
- Chery Automobile